# ناحیه پونچ
ناحیه پونچ (به انگلیسی: Poonch district) یکی از ناحیه‌های پاکستان در پاکستان است که در کشمیر آزاد واقع شده‌است. ناحیه پونچ ۸۵۵ کیلومتر مربع مساحت و ۵۰۰٬۵۷۱ نفر جمعیت دارد.